# 2003 w polityce
Wydarzenia polityczne w 2003 roku.

## Styczeń
- 1 stycznia – populistyczny polityk Luiz Inácio Lula da Silva objął stanowisko prezydenta Brazylii[1].
- 5 stycznia – Rolandas Paksas zwyciężył w wyborach prezydenckich na Litwie. Jego krótka kadencja zakończył się procedurą impeachmentu[2].
- 10 stycznia – powołano komisję śledczą ds. afery Rywina[3].
- 27 stycznia – zmarł Henryk Jabłoński, historyk i polityk, przewodniczący Rady Państwa PRL[4].

## Marzec
- 1 marca – rozpadła się koalicja SLD-PSL[5].
- 20 marca – rozpoczęto bombardowanie Bagdadu; początek wojny w Iraku[6].
- 23 marca – na Kubie aresztowano 75 dysydentów („Czarna wiosna”)[7].

## Kwiecień
- 16 kwietnia – w Atenach podpisano Traktaty o Przystąpieniu pomiędzy Unią Europejską a Cyprem, Czechami, Estonią, Litwą, Łotwą, Maltą, Polską, Słowacją, Słowenią i Węgrami[8].

## Maj
- 1 maja – George W. Bush ogłosił zwycięstwo w wojnie z Irakiem[6].

## Czerwiec
- 7–8 czerwca – odbyło się ogólnopolskie referendum w sprawie przystąpienia Polski do Unii Europejskiej. Frekwencja wyniosła 58,85%. Za przystąpieniem Polski do UE zagłosowało 77,45% głosujących[9].
- 11 czerwca – polski minister finansów Grzegorz Kołodko podał się do dymisji[10].

## Lipiec
- 10 lipca – odbył się konwent w sprawie przyszłości Europy, konwent kończył prace na temat projektu Konstytucji Europejskiej[8].
- „Rzeczpospolita” oskarżyła posła Sojuszu Lewicy Demokratycznej Andrzeja Jagiełłę o to, że w marcu 2003 roku ostrzegł telefonicznie starostę starachowickiego, że CBŚ planuje akcję przeciwko członkom lokalnego gangu, z którym współpracowali samorządowcy z SLD. Jagiełło powoływał się informacje od wiceszefa MSWiA Zbigniewa Sobotki[11].

## Wrzesień
- 11 września – w Sztokholmie została zaatakowana nożem minister spraw zagranicznych Szwecji Anna Lindh. W wyniku ataku zmarła[12].

## Październik
- 4 października – rozpoczęła się konferencja pomiędzy rządami Unii Europejskiej, której zadaniem jest sporządzenie Traktatu Konstytucyjnego UE[8].

## Listopad
- 2 listopada – w Gruzji odbyły się wybory parlamentarne. Według sondaży wybory wygrała opozycja, jednakże rząd ogłosił inne wyniki[13].
- 22 listopada – gruzińscy opozycjoniści zajęli gmach parlamentu w Tbilisi[13].
- 23 listopada – ustąpienie prezydenta Gruzji Edwarda Szewardnadze w wyniku masowych wystąpień zwanych rewolucją róż[13].

## Grudzień
- 4 grudnia – pod Warszawą rozbił się wojskowy śmigłowiec Mi-8. W wypadku zostali ranni między innymi premier Leszek Miller[14].
- 10 grudnia – Pokojową Nagrodę Nobla otrzymała Iranka Szirin Ebadi[15].
- 13 grudnia – w Iraku schwytano ukrywającego się prezydenta Saddama Husajna[16].
- 13/14 grudnia – miał miejsce szczyt Unii w Brukseli, na którym nie uzyskano porozumienia w sprawie kontrowersyjnych punktów Konstytucji Europejskiej[17].